# Dickinson (serie televisiva)
Dickinson è una serie televisiva statunitense creata da Alena Smith. La prima stagione è disponibile a livello internazionale dal 1º novembre 2019 sulla piattaforma Apple TV+. La seconda stagione va in onda dal 8 gennaio 2021. È stata rinnovata per una terza stagione. 
La serie racconta la storia della scrittrice statunitense Emily Dickinson. Rivisita il percorso della poetessa in modo moderno e divertente, inserendo anche qualche anacronismo.

## Trama
Dickinson parla della vita della poetessa Emily Dickinson nel XIX secolo. É una donna talentuosa e ambiziosa che rifiuta di accettare il sessismo e la società patriarcale durante la sua giovinezza. Con una chiave moderna, Emily racconta come si senta spesso incompresa a causa del suo bizzarro modo di vedere la vita. L'unica a capirla veramente è la sua carissima amica Susan Gilbert, detta Sue. Tra le due c’è un amore vero e puro, ma quando Sue decide di convolare a nozze con suo fratello maggiore, ad Emily crolla il mondo addosso. Emily è gelosa, ma anche il fratello non è da meno, ritenendo l’amicizia tra le due un po’ troppo speciale. Si contendono Sue fino a che uno dei due non fa un passo indietro. Per tutta la durata della prima stagione Emily desidera, oltre alla conoscenza, di avere una fama immortale e far conoscere le sue poesie. Ma ciò non è per niente facile con il padre che le mette i bastoni tra le ruote. Tuttavia nella seconda stagione la sua visione della fama e lei, in seguito a un dolore profondo, cambiano drasticamente.

## Episodi
| Stagione         | Episodi | Pubblicazione USA | Pubblicazione Italia |
| ---------------- | ------- | ----------------- | -------------------- |
| Prima stagione   | 10      | 2019              | 2019                 |
| Seconda stagione | 10      | 2021              | 2021                 |
| Terza stagione   | 10      | 2021              | 2021                 |

## Personaggi ed interpreti

### Personaggi principali
- Hailee Steinfeld nel ruolo di Emily Dickinson, un'aspirante poetessa di Amherst, in Massachusetts. All'inizio della prima stagione, il desiderio principale della famiglia di Emily per lei è trovarle un corteggiatore, ma a lei non interessa. Innamorata della sua migliore amica e nonché futura fidanzata di suo fratello, Sue.
- Ella Hunt nel ruolo di Sue Gilbert, migliore amica di Emily, anche se sono entrambe romanticamente interessate l'una all'altra e fin dall'inizio della serie coltivano una relazione clandestina. A causa della perdita di tutti i suoi famigliari è costretta a fidanzarsi con il fratello di Emily, Austin, nonostante non lo ami. Da sposata, diventerà un'influencer benestante.
- Adrian Blake Enscoe nel ruolo di Austin Dickinson, fratello maggiore di Emily e Lavinia, recentemente uscito dal college. Viziato, presuntuoso e poco sveglio, chiederà la mano di Sue Gilbert, perché è l'unica ragazza di Amherst a non desiderarlo. Venuto a conoscenza della relazione segreta di Emily e Sue, a sua volta inizierà un'avventura con Jane Humphrey, innamorata di lui da prima del matrimonio di Austin. Pur volendo bene a sua sorella, si sente spesso inferiore a lei e reagisce con aggressività.
- Toby Huss nei ruolo di Edward Dickinson, padre di Emily, Austin e Lavinia, ha opinioni tradizionali e apparentemente disapprova la scrittura di Emily. Nonostante nella prima stagione cerchi con la moglie di accasare Emily, confesserà in seguito di non volerle far lasciare la famiglia. Impegnato politicamente, successivamente si candiderà al Congresso.
- Jane Krakowski nel ruolo di Emily Norcross Dickinson, madre di Emily, Austin e Lavinia. È una casalinga tradizionale, ossessionata e succube del suo ruolo e ha un rapporto complicato con Emily a causa del carattere forte di quest'ultima.
- Anna Baryshnikov nel ruolo di Lavinia "Vinnie" Dickinson, la più giovane dei fratelli Dickinson; è sconvolta dal fatto che i suoi genitori non stiano cercando di trovarle un corteggiatore. Ha un buon talento come artista e una forte passione per il cucito e i gatti, infatti ne possiede tanti. Con il passare del tempo, prenderà sua sorella come modello di vita.

### Personaggi ricorrenti
- Wiz Khalifa come La morte.
- Samuel Farnsworth come George Gould, un amico di Austin che è romanticamente interessato a Emily.
- Darlene Hunt come Maggie, una domestica assunta da Edward su richiesta di Emily, mal sopportata dalla signora Dickinson che la vede come una rivale nel suo ruolo di donna di casa. Viene dall'Irlanda e diventerà una buona amica e confidente di Emily.
- Gus Birney nei panni di Jane Humphrey, la ragazza più popolare della città, innamorata di Austin, rimasta vedova e con un figlio piccolo di nome William, ne diventerà successivamente l'amante.
- Sophie Zucker nei panni di Abby Wood, una dei tirapiedi di Jane.
- Allegra Heart come Abiah Root, una dei tirapiedi di Jane.
- Kevin Yee come Toshiaki, un amico di Jane.
- Gus Halper come Joseph Lyman (stagione 1), il giovane a cui Lavinia è interessata.
- Matt Lauria come Ben Newton (stagione 1), un impiegato di legge per Mr. Dickinson, intraprenderà una forte amicizia con Emily.
- Jessica Hecht nei panni di zia Lavinia, sorella di Emily Norcross Dickinson e zia vedova di Emily, Austin e Lavinia che viaggia per il mondo.
- Finn Jones come Samuel Bowles (stagione 2), l'editore del giornale locale, il Springfield Republican.
- Myles Evans come Erasmus, ragazzo che si arruola nell'esercito.

## Produzione

### Sviluppo
Il 30 maggio 2018 è stato annunciato che Apple aveva iniziato la produzione di una nuova serie,scritta da Alena Smith, che sarà anche produttrice esecutiva insieme a Paul Lee, David Gordon Green, Michael Sugar, Ashley Zalta, Alex Goldstone e Darlene Hunt. Le società di produzione coinvolte nella serie includono wiip e Anonymous Content.[5][8][9] Il 27 agosto 2019, è stato rilasciato il trailer ufficiale della serie.
Nell'ottobre 2019, The Hollywood Reporter ha riferito che Dickinson era stata rinnovata per una seconda stagione.[10] Nell'ottobre 2020, la serie è stata rinnovata per una terza e ultima stagione, prima della première della seconda stagione.[2] Nel settembre 2021 è stato annunciato che la terza e ultima stagione sarebbe stata presentata in anteprima il 5 novembre 2021.[4]

### Casting
Oltre all'annuncio iniziale della serie, è stato confermato che Hailee Steinfeld avrebbe interpretato il ruolo di Emily Dickinson.[5] Il 29 agosto 2018 è stato annunciato che Jane Krakowski era stata scelta per un ruolo da protagonista.[11] Il 26 settembre 2018 è stato annunciato che Toby Huss, Anna Baryshnikov, Ella Hunt e Adrian Enscoe erano stati scelti come personaggi ricorrenti della serie.[12] Nel settembre 2019, è stato annunciato che Wiz Khalifa e John Mulaney si erano uniti al cast della serie.[14][15] Nel dicembre 2019, è stato annunciato che Finn Jones e Pico Alexander erano stati scelti per la serie. Jones interpreta Samuel Bowles, un editore di giornali, mentre Alexander interpreta Henry "Ship" Shipley, un abbandonato e pensionante dei Dickinson.[16]

### Riprese
Le riprese principali della serie sono iniziate il 7 gennaio 2019 a Old Bethpage, New York. Nel marzo 2019, il New York Times ha riportato che le riprese si erano concluse.[18] Nel novembre 2019, Steinfeld ha confermato che le riprese della seconda stagione erano in corso da diversi mesi.[19] Le riprese della terza stagione sono iniziate il 17 marzo 2021 e si sono concluse il 15 giugno 2021[20][21]
Alcune scene sono state girate ai Kaufman Astoria Studios nel Queens, New York.[22]